# Star Castle
《Star Castle》是Cinematronics于1980年出品的街机矢量图形射击游戏。
1995年，《Flux》杂志在其「百大电子游戏榜单」中将该作评为第83名，称游戏为矢量图形游戏经典之一。